# 케이터링

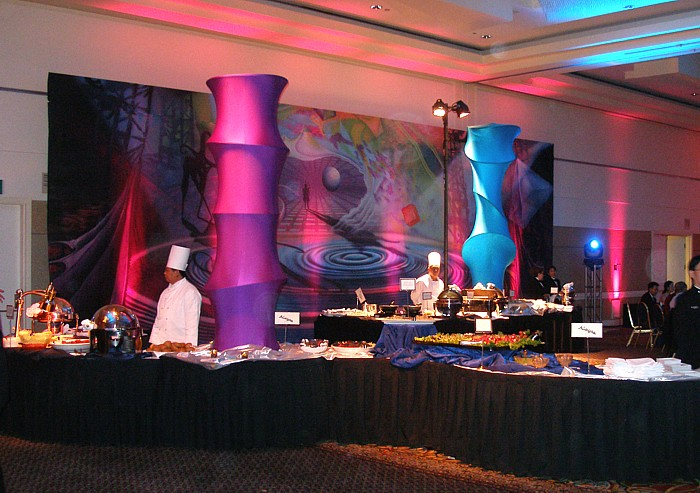
전문 케이터링 이벤트

케이터링(catering), 음식 공급은 호텔, 병원, 펍, 항공기, 유람선, 공원, 촬영지나 스튜디오, 엔터테인먼트 사이트, 이벤트 장소 등의 지역이나 원격지에서 음식 서비스를 제공하는 사업이다.

## 역사
미국에서 케이터링이 이루어진 주요 서비스 가운데 최초의 것은 Caesar Cranshell이 영국의 장군 윌리엄 하우의 출발을 축하하기 위해 케이터링된 필라델피아의 1778년 무도회였다. 케이터링 사업은 1820년 즈음부터 필라델피아를 주축으로 형성되기 시작하였다. 케이터링은 훌륭하고 이익이 많이 나는 사업이 되었다. 초기의 케이터링 산업은 아프리카계 미국인들에 의해 불균형적으로 조성되었다.
이 산업은 "케이터링의 기원자"로 평가받는 로버트 보글(Robert Bogle)의 통치 기간에 전문화되었다.

## 모바일 케이터링
모바일 케이터링 제공자들은 음식을 해당 목적에 맞추어 설계된 차량, 카트, 트럭으로부터 직접 대접한다. 모바일 케이터링은 음악회, 작업장, 번화가 사업 지구 등 실외 행사에서 일반화되어 있다.

## 같이 보기
- 기내식
- 푸드트럭